# Darin
Darin Zanyar, meglio noto come Darin (Stoccolma, 2 giugno 1987), è un cantante svedese di origine curda rivelatosi partecipando alla prima edizione del talent show svedese Idol classificandosi secondo. Da allora è diventato uno degli artisti svedesi di maggior successo e i suoi dischi hanno raggiunto il vertice delle classifiche di vendita.

## Biografia

### 2004:Idol
Nella primavera del 2004, Darin si presenta alle audizioni di Idol, cantando God Must Have Spent a Little More Time On You degli 'N Sync. I quattro giudici restano colpiti e prendono Darin nel programma. Grazie alla giuria e al televoto, Darin arriva in finale, ma si classifica secondo, dopo Daniel Lindstrom.

### 2005-2006: The Anthem, Darin e DVD
Terminato lo show, Darin firma un contratto con la Sony BMG e a gennaio del 2005 pubblica il suo primo singolo Money For Nothing che si piazza alla numero uno e viene certificato disco di platino. Il 16 febbraio esce il suo album di debutto, The Anthem, che ottiene anch'esso il disco di platino piazzandosi alla posizione numero uno della chart svedese. Nello stesso anno, un secondo album Darin viene pubblicato, posizionandosi anch'esso in vetta alla classifica. Questo album ha un sound un po' differente dal primo: lavora molto con RedOne, produttore discografico di fama internazionale che ha lavorato artisti come Michael Jackson, Lady Gaga, Akon, con cui co-scrive la sua hit più conosciuta al mondo, chiamata Step Up, che raggiunge la prima posizione in Svezia e la nona in Finlandia. In seguito anche l'album viene pubblicato in Finlandia, ma solo digitalmente, fermandosi alla posizione numero 13. In totale l'album vende 70 000 copie, ricevendo un disco di platino dall'IFPI.
Nel 2006 parte il tour per promuovere l'album, lo Step Up To The Party Tour, che lo vede esibirsi in tutta la Svezia e in alcune altre città della Scandinavia. Alcuni video e foto del tour sono stati inseriti nel Tour Videos Interview, primo DVD di Darin pubblicato il 25 ottobre 2006. Oltre a Step Up, altri due singoli vengono estratti dall'album: Who's That Girl e Want Ya, entrambi entrati in top 10 ed entrambi pubblicati anche in Finlandia.

### 2006-2007: Break the News e debutto in Germania
A novembre del 2006, Darin pubblica un nuovo album, il suo terzo: Break the News. L'album debutta in classifica alla posizione numero uno, divenendo il terzo album consecutivo a raggiungere la prima posizione, e viene certificato disco d'oro la prima settimana di vendite. Dall'album sono estratti complessivamente quattro singoli, due dei quali realizzati solo digitalmente. Il primo è Perfect che raggiunge la posizione numero 3 in Svezia e 4 in Finlandia: è il singolo di Darin che ha raggiunto la più alta posizione fuori dalla Svezia.
Darin promuove il disco con un piccolo tour in 10 città. Un altro elemento della promozione è il piazzamento di enormi poster raffiguranti la copertina dell'album in tre città: Stoccolma, Göteborg e Malmö. Un secondo tour, ma ufficiale, si apre nella primavera: si tratta del Pure Desire Tour che lo vede esibirsi in numerose città della Svezia. Grazie al successo riscosso nel suo Paese, Darin firma un nuovo contratto con la casa discografica tedesca EMI per pubblicare singoli e album in Germania, Austria e Svizzera. Il primo singolo ad essere pubblicato è Insanity, nell'Agosto 2007, che entra in top 20 in Germania e in top 50 in Austria.

### 2008-2009: Flashback
Nel 2008, Darin inizia a lavorare per il suo quarto album Flashback con RedOne e David Jassy. Il disco viene pubblicato il 3 dicembre e si ferma alla posizione numero 10: è il primo album di Darin a non raggiungere la prima posizione. Da quest'album sono estratti 5 singoli: Breathing Your Love, See U At The Club, What If, Runaway, Karma. Solo due di questi sono cd fisici, ovvero il disco d'oro Breathing Your Love, un duetto con la cantante statunitense Kat DeLuna, e What If, una canzone anti-bullismo. I singoli raggiungono rispettivamente le posizioni 2 e 51, ma l'album ha uno scarso successo, rimanendo in classifica per sole 5 settimane e vendendo complessivamente solo 16 000 copie. A questo punto Darin lascia la Sony Music per firmare con la Universal, nel 2009.
Il 9 ottobre 2009 Darin reinterpreta Viva la vida dei Coldplay nella prima puntata di Idol. La canzone è pubblicata digitalmente il giorno stesso, raggiunge la prima posizione e viene certificata disco d'oro.

### Melodifestivalen 2010

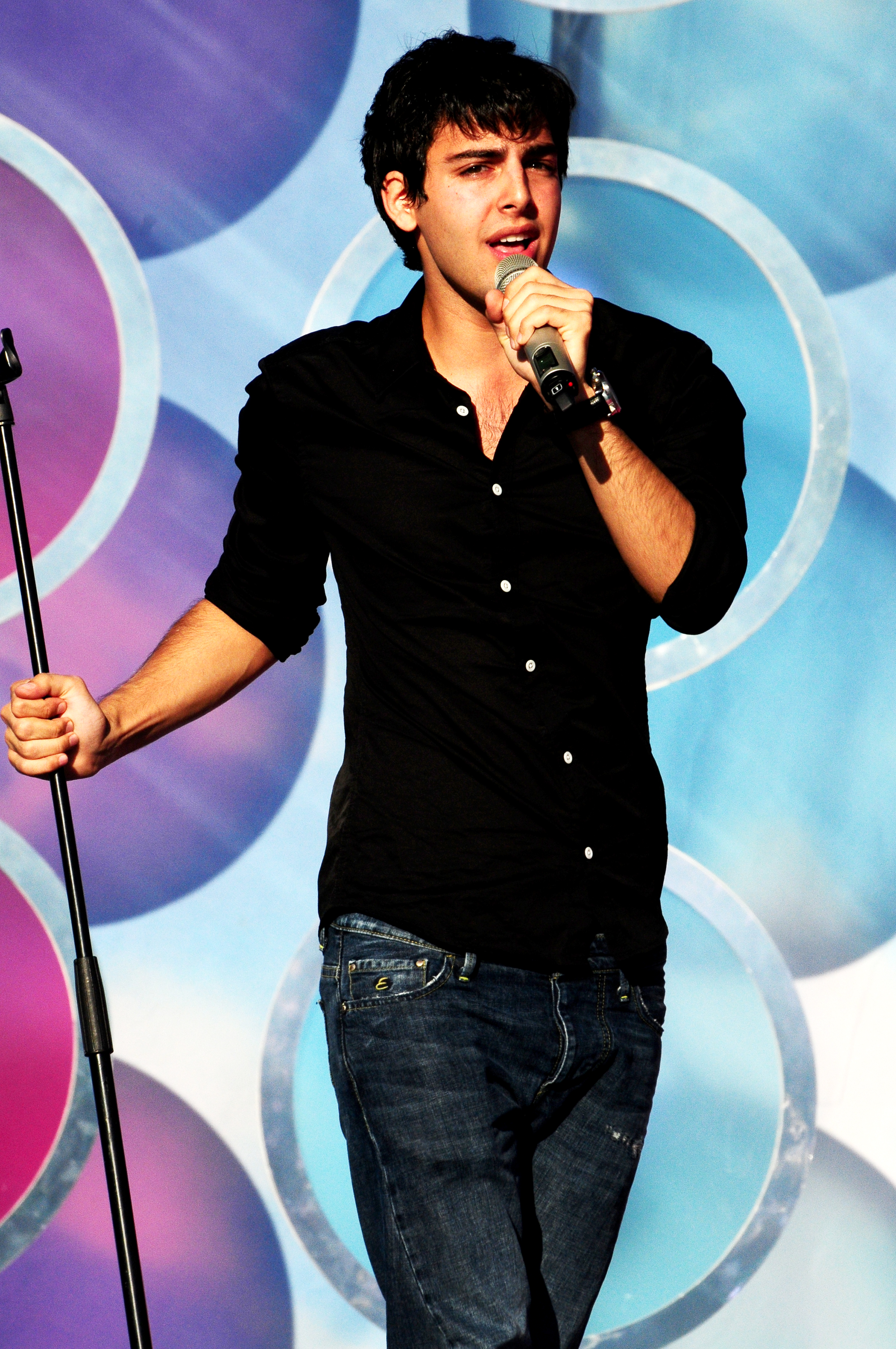
Darin al Sommarkrysset 2012

Il 3 novembre 2009 viene annunciato che Darin prenderà parte all'edizione annuale del Melodifestivalen, il concorso canoro che determina l'entrata della Svezia all'Eurovision Song Contest. Darin partecipa con la ballad You're Out Of My Life, procede nella finale e si classifica quarto con un totale di 117 punti ricevuti.

### 2010: Lovekiller, quinto album
Il primo giugno il sito ufficiale della Universal annuncia che l'album Lovekiller verrà pubblicato il 18 agosto e preceduto da un singolo omonimo. Il 4 giugno a Karlshamn inizia una tournée estiva di 17 date complessive di cui una in Finlandia. In occasione del matrimonio reale di Vittoria di Svezia con Daniel Westling, la SVT chiede a Darin di scrivere una canzone speciale. La canzone Can't Stop Love esce digitalmente il 19 giugno, appunto il giorno del matrimonio, e raggiunge la posizione numero 13 nella chart. Come annunciato in precedenza, il singolo Lovekiller viene pubblicato digitalmente il 13 luglio e raggiunge la posizione numero 6 in classifica.
Finalmente il tanto atteso album viene pubblicato su iTunes il 16 agosto e due giorni dopo nei negozi di dischi in Svezia. L'album debutta alla posizione numero 2 ricevendo il disco d'oro nella prima settimana di vendite; successivamente raggiunge il top della chart: è il suo quinto album consecutivo in top 10, il quarto in prima posizione.

### 2012 e 2013
Il 10 febbraio 2012 è uscito un nuovo singolo, Nobody Knows, che ha raggiunto la prima posizione della classifica svedese di iTunes il giorno stesso della sua pubblicazione. Il 30 gennaio 2013 è uscito un nuovo album, intitolato Exit, contenente 10 tracce, tra cui i singoli Playing With Fire e Check You Out.
Il 22 febbraio dello stesso anno un altro singolo, So Yours, è stato pubblicato in Austria, Svizzera e Germania.

## Altre informazioni
- Nel 2009 ha scritto con David Jassy Love Struck, il primo singolo della boyband statunitense V Factory.
- Vari artisti Europei e Asiatici hanno cantato canzoni di Darin. La più famosa è la cover di Homeless che Leona Lewis ha inserito nel suo album di debutto Spirit, nel 2007.
- Darin è stato ospite al Melodifestivalen nel 2005 e nel 2009 cantando rispettivamente Det Gör Ont e Se På Mig.
- Nell'agosto del 2020 con un post su Instagram rende nota la sua omosessualità.

## Premi
- Nickelodeon: Miglior artista maschile (2005)
- Rock Bear Award: Miglior artista maschile (2006)
- Curdo dell'Anno (2006)
- Grammis: Canzone dell'anno (Money for Nothing) (2006)
- NRJ Radio Awards: Miglior artista maschile e Miglior canzone nordica (Step Up) (2006)
- The Voice Award (2006)
- Premio PMI al Power Hits Estate per Superstar  (2022)

## Discografia

### Album
- 16 febbraio 2005: The Anthem
- 28 settembre 2005: Darin
- 22 novembre 2006: Break the News
- 3 dicembre 2008: Flashback
- 18 agosto 2010: Lovekiller
- 30 gennaio 2013: Exit
- 26 maggio 2015: Fjärilar i magen
- 24 novembre 2017: Tvillingen

### EP
- 2022: My Purple Clouds

### DVD
- 25 ottobre 2006: Tour Videos Interview

### Singoli
- 2005: Money For Nothing
- 2005: Why Does It Rain
- 2005: Step Up
- 2005: Who's That Girl
- 2006: Want Ya!
- 2006: Perfect
- 2007: Everything But The Girl
- 2007: Desire
- 2007: Insanity
- 2008: Breathing Your Love (con Kat DeLuna)
- 2009: See U At The Club
- 2009: Runaway
- 2009: What If
- 2009: Karma
- 2009: Viva La Vida
- 2010: You're Out Of My Life
- 2010: Can't Stop Love
- 2010: Lovekiller
- 2012: Nobody Knows
- 2013: Playing With Fire
- 2013: Check You Out
- 2013: So Yours
- 2021: Holding Me More
- 2021: What's Christmas Anyway
- 2022: Can't Stay Away
- 2022: Superstar
- 2022: Satisfaction
- 2023: Starkare
- 2024: Electric